# Антонио Сезаро
Клаудио Кастаньоли (Claudio Castagnoli), известен с псевдонима Антонио Сезаро (Antonio Cesaro), накратко Сезаро (Cesaro), е швейцарски професионален кечист, който има договор с All Elite Wrestling (AEW).

## Прякори
- Говорещия на езици
- Краля на люлката
- Швейцарски Супермен

## Интро песни
- Miracle by Jim Johnston (от 2012)
- Patriot by CFO$ (от 2013)
- Swiss Made by CFO$ (от 2014)
- Swiss Made (V2) by CFO$ (от 2014)
- Swiss Made (V3) by CFO$ (от 2014)
- Swiss Made (V4) by CFO$ (от 2014)
- Hellfire (Intro edit; Ambulance sirens intro) by CFO$ (от 2017)
- Return of the fire by Def Rebel (от 2019)

## Завършващи движения
- Neutralizer (Cradle Belly To Back Inverted Mat Slam)
- Very European Uppercut (Pop-Up European uppercut)
- Inverted Chikara Special (Kneeling Step-Over Head-Hold Armbar)
- Lasartesse Lift (Karelin Lift Transitioned Into A Side Piledriver)
- Alpamare Waterslide (Side Death Valley Driver)
- Ricola Bomb (Straight Jacket Sitout Powerbomb Pin)

### Титли и отличия
- Chikara
  - Chikara Campeonatos De Parejas (2 пъти) – с Крис Хироу (1) и Арес (1)
  - King Of Trios (2010) – с Арес и Турсас
  - Tag World Grand Prix (2005) – с Арик Канун
  - Tag World Grand Prix (2006) – с Крис Хироу
  - Torneo Cibernético (2007)
- Cleveland All-Pro Wrestling
  - CAPW Unified Heavyweight Championship (1 път)
- Combat Zone Wrestling
  - CZW World Tag Team Championship (2 пъти) – с Крис Хироу
  - Last Team Standing (2006) – с Крис Хироу
- German Stampede Wrestling
  - GSW Tag Team Championship (2 пъти) – с Арес
- Juggalo Championship Wrestling
  - JCW Tag Team Championship (1 път) – с Крис Хироу
- International Pro Wrestling:United Kingdom
  - IPW:UK Tag Team Championship (1 път) – с Арес
- Independent Wrestling Association:Switzerland
  - IWA Switzerland World Heavyweight Championship (1 път)
- Pro Wrestling Guerrilla
  - PWG World Championship (1 път)
- Про Kеч (Pro Wrestling Illustrated)
  - PWI го класира #44 от 500-те най-добри кечисти в PWI 500 през 2011 г.
- Ring Of Honor
  - ROH World Heavyweight Championship (1 път)
  - ROH World Tag Team Championship (2 пъти) – с Крис Хироу
  - Race To The Top Tournament (2007)
  - Tag Wars (2010) – с Крис Джерико
- Swiss Wrestling Federation
  - SWF Powerhouse Championship (2 пъти)
  - SWF Tag Team Championship (1 път) – с Арес
- Westside Xtreme Wrestling
  - wXw World Heavyweight Championship (2 пъти)
  - wXw Tag Team Championship (3 пъти) – с Арес
- Wrestling Observer Newsletter
  - Tag Team of the Year (2010) с Крис Хироу
- World Wrestling Entertainment
  - Шампион на Съединените щати (1 път)
  - Отборен шампион на Първична сила (5 пъти) с Тайсън Кит (1) и Шеймъс (4)
  - Отборен шампион на Разбиване (2 пъти) с Шеймъс (1) и Шински Накамура (1)
  - Мемориален Трофей на Андре Гиганта (2014)
  - Слами награди (1 път)